# Onychiurinae
Sous-famille
Les Onychiurinae sont une sous-famille de collemboles de la famille des Onychiuridae.

## Liste des genres
Selon Checklist of the Collembola of the World (version du 3 octobre 2019) :
- Cribrochiurini Weiner, 1996
  - Cribrochiurus Weiner, 1996
- Hymenaphorurini Pomorski, 1996
  - Arneria Pomorski, 2000
  - Dinochiurus Pomorski & Steinmann, 2004
  - Heteraphorura Bagnall, 1948
  - Hymenaphorura Bagnall, 1948
  - Kalaphorura Absolon, 1901
  - Kennethia Smolis & Skarzynski, 2013
  - Paronychiurus Bagnall, 1948
  - Probolaphorura Dunger, 1977
  - Protaphorurodes Bagnall, 1949
  - Psyllaphorura Bagnall, 1948
  - Reducturus Pomorski & Steinmann, 2004
  - Sacaphorura Pomorski & Steinmann, 2004
  - Vexaphorura Pomorski & Steinmann, 2004
  - Wandaphorura Pomorski, 2007
- Oligaphorurini Bagnall, 1949
  - Chribellphorura Weiner, 1996
  - Oligaphorura Bagnall, 1949
  - Troglaphorura Vargovitsh, 2019
- Onychiurini Börner, 1901
  - Absolonia Börner, 1901
  - Argonychiurus Bagnall, 1949
  - Bionychiurus Pomorski, 1996
  - Deharvengiurus Weiner, 1996
  - Deuteraphorura Absolon, 1901
  - Formosanonychiurus Weiner, 1986
  - Leeonychiurus Sun & Arbea, 2014
  - Ongulonychiurus Thibaud & Massoud, 1986
  - Onychiuroides Bagnall, 1948
  - Onychiurus Gervais, 1841
  - Orthonychiurus Stach, 1954
  - Pilonychiurus Pomorski, 2007
  - Similonychiurus Pomorski, 2007
  - Uralaphorura Martynova, 1978
  - Vibronychiurus Pomorski, 1998
- Protaphorurini Bagnall, 1949
  - Jacekaphorura Pomorski & Babenko, 2010
  - Megaphorura Fjellberg, 1998
  - Protaphorura Absolon, 1901
  - Spelaphorura Bagnall, 1948
  - Supraphorura Stach, 1954
  - Yoshiiphorura Jordana & Martínez, 2004
- Thalassaphorurini Pomorski, 1998
  - Agraphorura Pomorski, 1998
  - Allonychiurus Yoshii, 1995
  - Detriturus Pomorski, 1998
  - Micronychiurus Bagnall, 1949
  - Sensillonychiurus Pomorski & Sveenkova, 2006
  - Spinonychiurus Weiner, 1996
  - Thalassaphorura Bagnall, 1949
- tribu indéterminée
  - Dungeraphorura Gulgenova & Potapov, 2012

## Publication originale
- Börner, 1901 : Neue Collembolenformen und zur Nomenclatur der Collembola Lubbock. Zoologischer Anzeiger, vol. 24, p. 696–712 (texte intégral).